# Конские широты

Положение конских широт («Horse latitudes») на диаграмме атмосферных потоков

Ко́нские широ́ты — районы Мирового океана между 30 и 35° с. ш. и ю. ш., для которых характерны субтропические океанические антициклоны со слабыми ветрами и частыми штилями. В XVI—XIX веках во времена парусного мореплавания штили вызывали длительные задержки судов в пути и из-за недостатка пресной воды приходилось выбрасывать за борт лошадей, которых везли из Европы в Новый Свет. Отсюда и произошло название — конские широты.

## Механизм образования
Экваториальные и тропические регионы Земли получают больше всего солнечной радиации, поэтому воздух там очень хорошо прогревается. Тёплый воздух устремляется вверх и в верхней тропосфере расползается в сторону субтропиков. Так как при подъёме воздух охлаждается и становится снова тяжёлым, то он опускается в районе субтропиков и создаёт дополнительное давление на земную поверхность, создавая тем самым там области высокого давления, приводящие к антициклонам.

## В культуре
Конские широты упоминаются:
- в поэме Александра Городницкого «От полюсов планеты до низких её широт…» (31.08.96 Мичуринец), посвящена паруснику «Крузенштерн»;
- музыкальная композиция «Horse Latitudes» группы The Doors в альбоме «Strange Days»;
- в художественном фильме «План побега» идёт упоминание в разговоре главных героев;
- в книге Вернера Гильде «Непотопляемый „Тиликум“. Вокруг света за 1000 долларов. Жизнь Дж. К. Восса, рассказанная им самим» главный герой во время путешествия на маленьком парусном судне из-за штилей застревает в этих широтах;
- в игре Dota 2 персонаж Kunkka при смерти может сказать «Только не конские широты…»